# Протодиакон

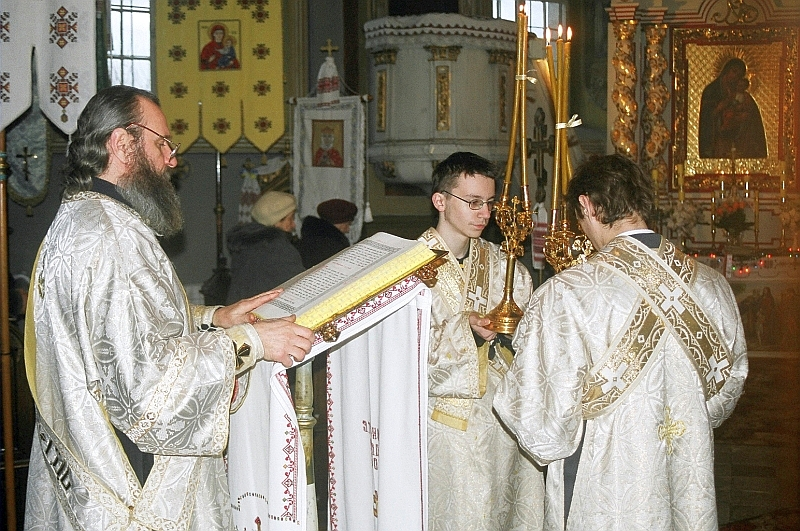
Протодиакон читает Евангелие

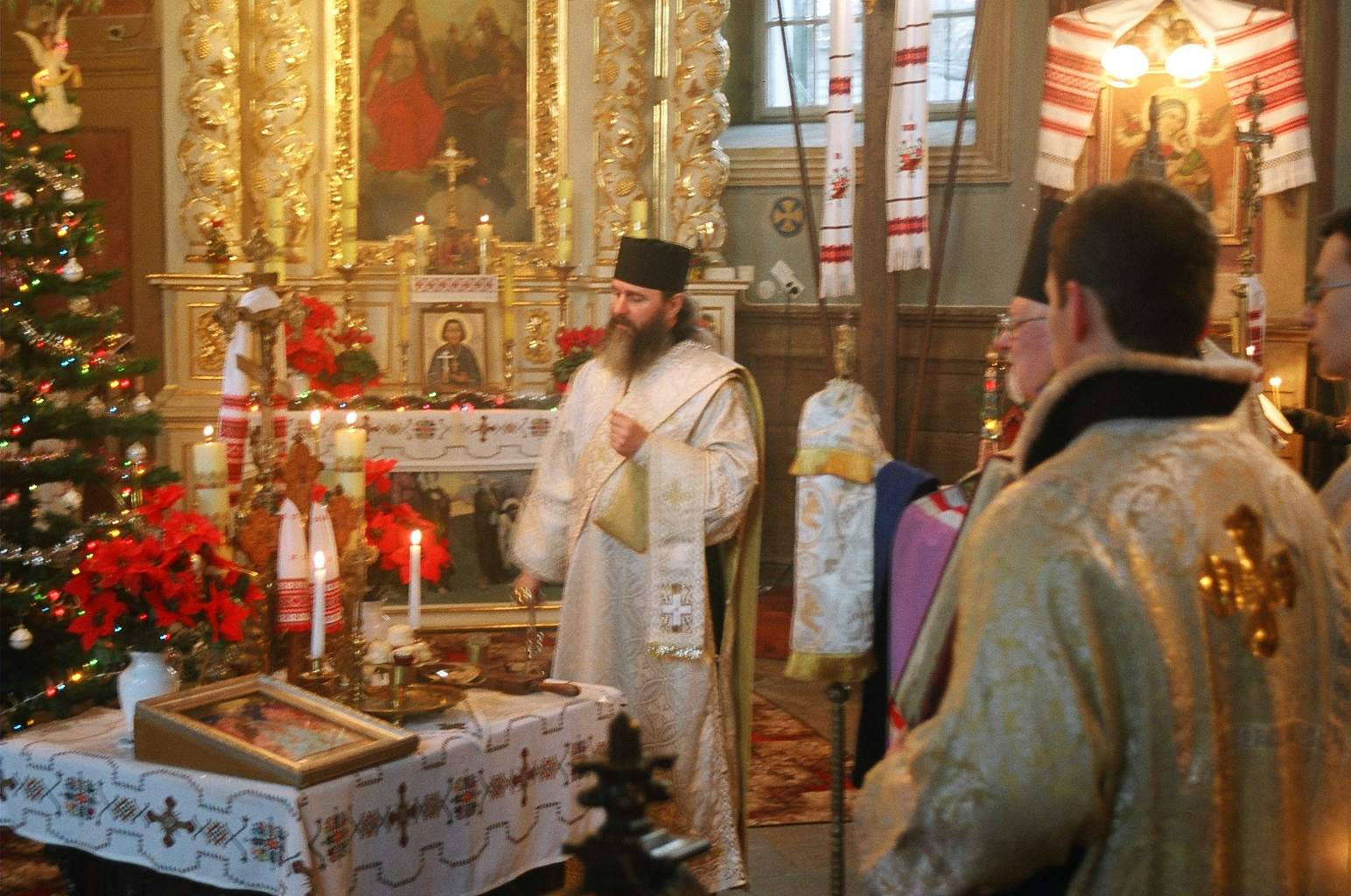
Протодиакон Польской православной церкви

Протодиа́кон (разг. протодья́кон, от др.-греч. πρωτος — «первый» и διάκονος — «слуга») — чин «белого духовенства», главный диакон в епархии при кафедральном соборе. Чин протодиакона жаловался в виде награды за особые заслуги, а также диаконам придворного ведомства. Сан протодиакона обычно даётся диаконам после пяти лет служения в священном сане с двойным орарем. Порядок совершения церковного обряда поставления во протодиакона находится в Чиновнике архиерейского священнослужения.
Знаки отличия протодиакона — протодиаконский орарь со словами «Святъ, святъ, святъ». Протодиаконы нередко славятся своими голосами, являясь одним из главных украшений православного богослужения. В Русской православной церкви в официальных или торжественных случаях к протодиакону или архидиакону было принято обращаться «Ва́ше высокоблагове́стие». В настоящее время этот титул устарел, хотя иногда и употребляется неофициально. Официально же к протодиакону обращаются ныне, как к диаконам и пресвитерам, «Ваше Преподобие».
Патриарший протодиакон носит сан архидиакона.